# Железные караваны
Желе́зные карава́ны — грузовые перевозки продукции металлургических заводов Урала в центральную часть России по рекам Чусовой, Белой, Уфе, Вятке и Каме в 1703–1918 годах. 

## История

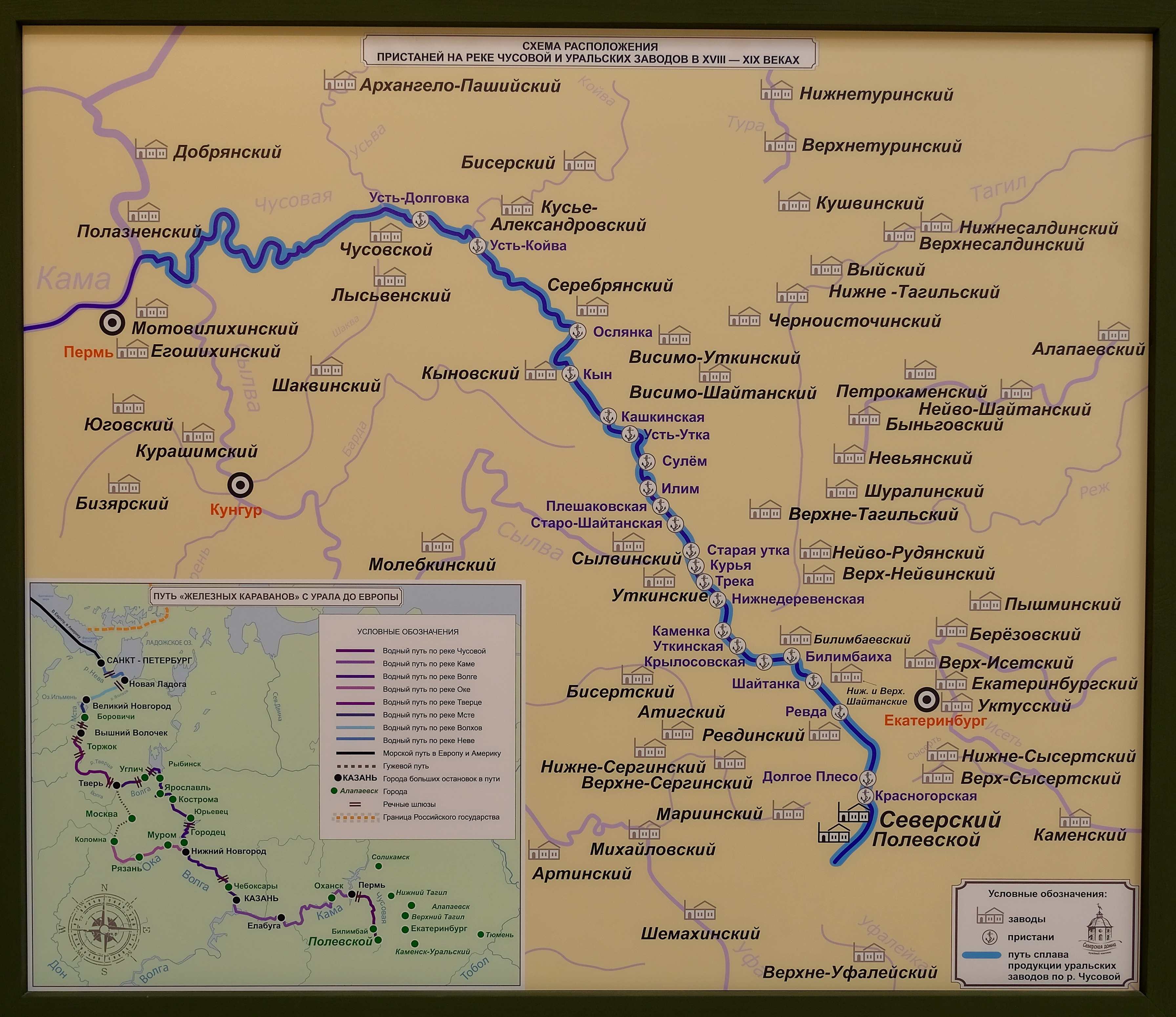
Карта чусовских пристаней в музее Северская домна

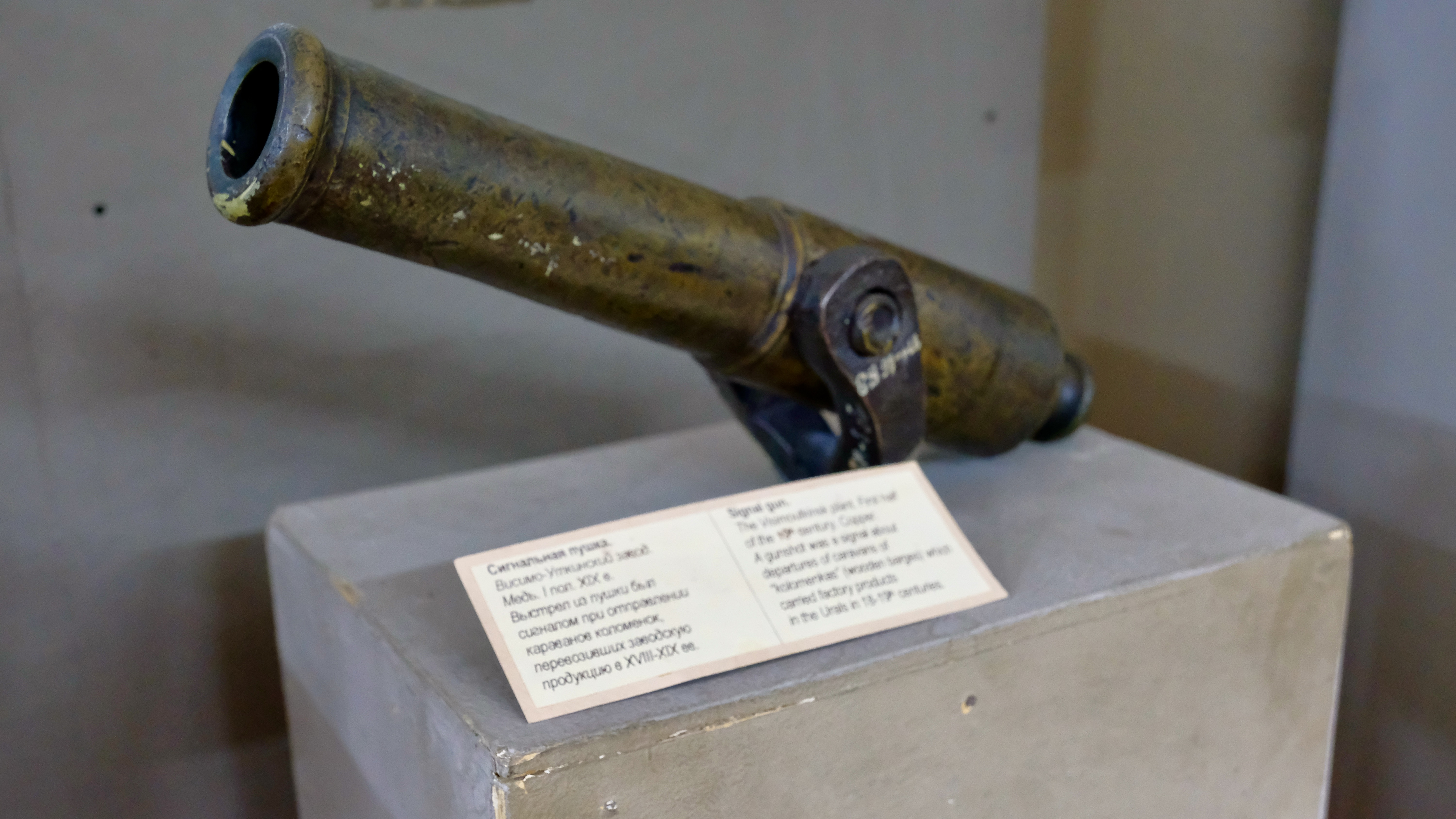
Сигнальная пушка Висимо-Уткинского завода в Нижнетагильском историко-краеведческом музее

Модель барки с грузом в музее Северская домна
В XVIII–XIX вв. речной транспорт был наиболее распространённым вариантом перевозки продукции уральских металлургических заводов в центральную часть России. Металлы отправляли по Чусовой, Белой, Уфе, Вятке и Каме. Около половины всех уральских заводов отправляли свои металлы по Чусовой. Для этого фарватер реки был расчищен, построены пристани.
По месту назначения караваны делились на московский и петербургский. Путь в Петербург лежал по Чусовой, Каме и Волге. Затем бурлаками барки поднимались до Твери, а затем по Тверце и Вышневолоцкому каналу направлялись в Новгород и Петербург. В Москву караваны шли по Оке.
Сплав осуществлялся в летний сезон. Весной барки и коломенки грузились металлом, затем, после окончания ледохода, спускались на воду. Иногда отправка каравана с конкретного завода сопровождалась спуском воды из заводского пруда для повышения уровня воды в реке. Металлурги спешили отправить караван с расчётом на то, чтобы успеть попасть на Нижегородскую ярмарку, начинавшуюся в середине июля. В Москву караван приходил к осени, а в Петербург — на следующее лето с зимовкой в Твери.
Сложная схема транспортировки металлов обусловливала их высокую конечную себестоимость. При доставке железа в столицы транспортные расходы составляли 15–20% его цены.
Уральская горная администрация, как правило, назначала своего представителя для сопровождения караванов. В 1731–1732 и 1744–1745 гг. проведением караванов руководил Н. Г. Клеопин. В 1850-х гг. на правах комиссионера караваны проводил Н. И. Севастьянов.

## Железные караваны на реке Чусовая

#### Водный режим
Общая длина реки Чусовая составляет 592 км, длина маршрута сплава по реке Чусовой от Ревдинской пристани до реки Кама составляет 420 км. Весенний ледоход на реке выражен слабо, весеннее половодье поднимает воду на 2–4 м и держится 2–3 недели (с конца апреля до середины мая). От устья Ревды на протяжении 420 км река падает на 175 м (или 42 см на км).

### Маршрут
Ревдинская пристань — Пильный завод — Караульная гора — Шайтанская пристань — устье реки Большая Шайтанка — камень Бычок — перебор (устье) реки Четаевская Шайтанка — излучина у деревни Подволошная — Синенький камень — Тарханов камень — Билимбаевская пристань — Коновальские мели — Макаровская пристань — Крылосовская пристань — Крылосовские мели — камень-боец «Косой» — перекат реки Дарьинский — Уткинская пристань — Каменская пристань — Нижнесельская пристань — Трекинская пристань — Курьинская пристань — Староуткинская пристань — Старошайтанская пристань — Мартьяновская пристань — Волегов-камень — Илимская пристань — Сулемская пристань — Усть-Уткинская пристань — устье реки Межевая Утка — Харёнки — Кашкинская пристань — Ёква — Пермяков-камень — урочище Усть-Серебряная — Кыновская пристань — Ослянская пристань — Усть-Койвинская пристань — Чусовская пристань — Камасинская пристань.

### Пристани на реке Чусовой
На Чусовой существовали следующие пристани:
| №  | Название пристани | Год постройки | Заводы, грузившие с пристани | Среднее количество судов |
| -- | ----------------- | ------------- | --- | ------------------------ |
| 1  | Ревдинская        | 1734          | Ревдинский завод | 25                       |
| 2  | Шайтанская        | 1731          | Шайтанский завод, Верх-Исетский завод, Невьянский завод, Быньговский завод, Петрокаменский завод                                                   | 5                        |
| 3  | Билимбаевская     | 1734          | Билимбаевский завод | 40                       |
| 4  | Макаровская       |               | |                          |
| 5  | Крылосовская      |               | |                          |
| 6  | Уткинская         | 1703          | (Казённая) Каменский завод, Сысертский завод и Верх-Исетский завод, Екатеринбургский монетный двор, Екатеринбургская механическая казённая фабрика | 20                       |
| 7  | Каменская         | 1726          | |                          |
| 8  | Нижнесельская     |               | |                          |
| 9  | Трекинская        | 1751          | |                          |
| 10 | Курьинская        |               | |                          |
| 11 | Староуткинская    | 1729          | Суксунский завод | 70                       |
| 12 | Старошайтанская   | 1721          | Суксунский завод, Режевский завод, Невьянский завод                                                                                                | 60                       |
| 13 | Мартьяновская     |               | |                          |
| 14 | Илимская          | 1743          | |                          |
| 15 | Сулемская         | 1735          | Невьянский завод |                          |
| 16 | Усть-Уткинская    | 1725          | Нижнетагильский горный округ |                          |
| 17 | Кашкинская        | 1704          | Алапаевский завод | 80                       |
| 18 | Кыновская         | 1760          | Кыновский завод | 5                        |
| 19 | Ослянская         | 1735          | (Казённая) Гороблагодатский горный округ | 100                      |
| 20 | Разсолинская      |               | |                          |
| 21 | Усть-Койвинская   |               | |                          |
| 22 | Усть-Долговская   |               | |                          |
| 23 | Чусовская         |               | |                          |
| 24 | Камасинская       |               | |                          |
| 25 | Молёбская         |               | Молёбский завод, по реке Сылва в Чусовую |                          |
| 26 | Тисовская         |               | По реке Сылва в Чусовую |                          |
| 27 | Суксунская        |               | Суксунский завод, по реке Сылва в Чусовую |                          |
| 28 | Кунгурская        |               | Груз от многих деревень и от города Кунгур. По реке Сылва в Чусовую                                                                                | 200                      |

За сутки перед сплавом лёд на реке взламывали спуском воды из Ревдинского пруда, который имел длину в 9 км, ширину в 1 км и глубину в 6,5 м. Для создания водяного вала вновь открывали плотину Ревдинского пруда в течение 24-30 часов — вал достигал 2-2,5 м высоты и скорости 7 км/ч в течение 200 км. Затем открывали плотину Шайтанского пруда, что давало вала ещё 17 см, плотину Билимбаевского пруда — 35 см, плотину Уткинского пруда — 22 см.
1. Ревдинская пристань
На левом берегу, при устье речки Ревды. Здесь строились суда и загружались железом и чугуном с Ревдинского завода.
2. Шайтановская (Васильевская) пристань
Первоначально пристань располагалась в устье речки Шайтанки, затем на правом берегу Чусовой в 500 метрах выше «динасовского» автомобильного моста (между современным Первоуральском и посёлком Динас). Шайтанскому каравану требовалось 500—1000 сплавщиков. Груз шёл до Нижнего Новгорода (на Макарьевскую ярмарку), Рыбинска или Санкт-Петербурга (заморский торг). Часть сплавщиков шли до Сулемской пристани, а часть — до Перми, где вербовались новые лоцманы, были которые шли до Рыбинска. Загрузка шла с Шайтанских заводов.
3. Билимбаевская пристань
Пристань расположена на участке — от реки Ольховка до деревни Макаровой, по обоим берегам Чусовой. Груз с Билимбаевского завода шёл в основном до Добрянской пристани (Добрянского завода) и Таборской пристани (Очёрскому заводу), где разгружался чугун и загружалось железо. Караван шёл до Нижнего Новгорода (на Макарьевскую ярмарку), Рыбинска или Санкт-Петербурга (заморский торг).
4. Макаровская пристань
5. Крылосовская пристань
Купеческая пристань на левом берегу, при устье речки Черемшанки. Здесь производилась постройка и загрузка судов. В основном груз составлял из масла коровьего, сала и сальных свеч.
6. Уткинская казённая пристань
Причалы Уткинской пристани расположены на обоим берегам реки Чусовой на протяжении несколько километров. Существовала пристань Утка Яковлева (Новоуткинского завода) и Турчиновская пристань по левому берегу Чусовой от мыса перед камнем Слободским и до устья Утки. Когда в 4 часа утра Ревдинский пруд спускал воду, то к 17-18 часам вал воды прибывал к Турчаниновской пристани, когда уже было поздно начинать сплав. Утром подходили ревдинский, шайтанский, билимбаевский караваны, начинались отваливать барки и уткинского каравана. Кроме железа и чугуна с пристани грузили медь и деньги (подушный сбор со всего горнозаводского Урала). Загружались с казённых заводов Екатеринбурга, Алтайских заводов, Верх-Исетского завода, Сысертского завода.
В 1733 году В. И. Геннин отмечал, что на Уткинской пристани имелся казённый надзирательский дом, а при нём контора, позади конторы — чёрная изба, кузница для ковки и починки старых инструментов, девять амбаров для содержания лесных припасов, провианта, меди, канатов, железа и прочих привезённых с заводов припасов. В амбарах имелись двое весов, амбары были с погребами, в которых хранился порох и прочая амуниция. Дом обошёлся в 264 рубля 25 копеек.
7. Каменская пристань
8. Нижнесельская пристань
9. Трекинская пристань
Пристань, принадлежащая наследникам Яковлева, располагалась на правом берегу, при устье речки Треки.
10. Курьинская пристань
11. Староуткинская пристань
Пристань имело и другое название Утка Демидова и располагалась на левом берегу при устье реки Северной Утки. Груз шёл с Уткинского завода. Имелась гавань за счёт запруды на самой реки Утке.
12. Старошайтанская пристань
Пристань наследников Яковлевых располагалась на левом берегу, при устье реки Шайтанка.
13. Мартьяновская (Плешаковская) пристань
Казённая пристань на правом берегу при деревни Мартьяновой. Груз в основном состоял из семя, масла коровья и постного, жира рыбьего и оленьего, сало, сальные свечи и конский волос.
14. Илимская пристань
Казённая пристань Гороблагодатского округа горных заводов, на левом берегу при Илимской казённой лесопильной мельнице.
15. Сулемская пристань
Пристань, принадлежащая наследникам Яковлева, располагалась на правом берегу при деревне Сулеме.
16. Усть-Уткинская пристань
Пристань располагалась на правом берегу при устье реки Межевой Утки.
17. Кашкинская пристань
Пристань, принадлежащая наследникам Яковлева, располагалась на левом берегу, при деревне Кашка
18. Кыновская пристань
Пристань, принадлежащая Строгоновым. Груз состоял в основном с Кыновского завода
19. Ослянская пристань
Казённая пристань Гороблагодатского округа горных заводов располагалась на правом берегу при Гороблагодатском тракте. Груз шёл из Гороблагодатских и Богословских казённых горных заводов.
20. Разсолинская пристань
Пристань, принадлежавшая княгине Бутеро и князьям Голицыным, располагалась на правом берегу, при устье речки Рассольной. Здесь строились барки и загружались продукцией Кусье-Александровского завода.
21. Усть-Койвинская пристань
22. Усть-Долговская пристань
Пристань, принадлежащая княгине Бутеро, располагалась на левом берегу, при устье речки Долговки.
23. Чусовская пристань
24. Камасинская пристань
Пристань упомянута в книге Мамина-Сибиряка «Бойцы». Очерки написаны в большей своей части на основе личных впечатлений. В юношеские годы Мамину неоднократно приходилось совершать поездки по Чусовой от Висимо-Уткинской пристани до Перми.
И далее река Чусовая впадает в реку Кама в районе города Перми.

### Пристани на реке Сылва
На реке Сылва осуществлялся сплав весеннее время от речки Вогулки до реки Чусовой, на протяжении 260 вёрст:
1. Молёбская пристань
Пристань располагалась на правом берегу, при устье реки Молёбки. Здесь строились суда и загружались с Молёбского завода. Имелась гавань.
2. Тисовская пристань
Пристань располагалась на левом берегу, при устье реки Тис.
3. Суксунская пристань
Пристань располагалась на левом берегу, при устье реки Суксун. Суда загружались с Суксунского завода.
4. Кунгурская пристань
Пристань располагалась на левом берегу при городе Кунгур. Здесь производилась постройка и загрузка судов. В основном груз состоял из ржаной муки, льняного семя, сало, сальных свечей и глины.
И далее река Сылва впадает в реку Чусовая в районе города Перми.

### Караваны
По данным Я. А. Рогова, лоцманы караванов, и даже заводские приказчики, договорившись с прибрежными жителями, неоднократно намеренно садили на мель барки и даже якобы разбивали барки, выписывая расходы за снятие барок с мели.
Караван 1703 года
С лета 1702 года крестьяне начали заготавливать лес и тесать доски, зимой 1702–1703 гг. шло строительство судов-дощаников. Руководителем стройки и сплава были Семён Резанов и служивый человек Иван Станикеев, присланные тобольским воеводой 16 марта 1703 г. Плотники из тобольских крестьян за 4 недели сколотили 40 дощаников. Продукция Каменского завода завозилась в течение зимы 1703 г. После того, как на реке Чусовой прошёл лёд, 22 апреля 1703 г. суда начали загружать. На каждом судне был кормщик (спалавщик), водолив и десять гребцов.
Первый караван вышел с Уткинской казённой пристани 27 апреля 1703 г. и состоял из 40 дощаников с грузом из 350-ти орудий общим весом 11 446 пудов 29 фунтов, кованного железа 1 058 пудов, стали 8 пудов 5 фунтов из Каменского завода. На девятый день караван вышел в Каму, в городе Оса сменили тобольских гребцов на местных за 5 алтын (15 копеек) каждому. Далее смена гребцов происходила в Сарапуле, Елабуге, Лаишеве, в последнем в течение 9 дней шили паруса и далее по Волге шли на парусах, на вёслах и с бурлаками. Меняли команды и на Волге, платя уже по 20 алтын каждому (так как шли против течения), в Казани, Козьмодемьянске, Нижнем Новгороде, Муроме, Касимове, Переяславле Рязанском, Коломне, на Москве-реке плата увеличилась до 25 алтын. Караван прибыл в Москву 18 июля 1703 г., где у Тайницкой башни Кремля орудия были разгружены на Пушечный двор, 38 дощаников были проданы по 2,5–3 руб. за каждый, а на двух в Лаишев были отправлены судовые снасти (паруса) для следующего сплава.
Весь путь занял 11 недель и 6 дней, из которых 3 недели и 2 дня были стоянки. 
Караван 1734 г.
Шайтановский караван 1734 г. насчитывал 8 319 пудов железа.
Караван 1812 г.
Вес завезённой продукции на Уткинскую пристань с Каменского завода и Нижнеисетского завода составил 314 566 пудов и состоял из 317 орудий. Под них было построено 40 коломенок и нанято 460 сплавщиков с оплатой до Рыбинска по 85 руб. и по 7 пудов муки каждому, 20 лоцманов по 145 руб. и по 7 пудов муки, 40 водоливов по 155 руб. и по 10 пудов муки. В Астрахань было отправлено 41 орудие, в Дубровку 276 орудия.
Караван 1839 г.
Во время каравана 1839 г. не погибла ни одна барка.
Караван 1849 г.
По данным Я. Рогова караван из 40 барок отправился с Билимбаевской пристани 17 апреля 1849 г. 19 апреля 1849 г. возле деревни Харёнки была затоплена одна барка с металлом. 24 апреля 1849 г. караван вышел на реку Каму, преодолев за 8 суток 470 вёрст, в пути были 80 часов, идя со скоростью 4–8 вёрст в час.
Караван 1877 г.
За навигацию было разбито всего 47 барок, из которых 23 барки были разбиты и 100 человек погибли возле камней Молоков и Разбойник.
Караван 1880 г.
Отправка ревдинского каравана была перенесена с 23 апреля на 25 апреля 1880 г. в связи со спуском воды из пруда 21 апреля с целью очистки Чусовой ото льда и резкого прекращения его ночью 22 апреля. Коломенки попали на мель и две барки были поломаны, остальные пришлось срочно ремонтировать. Ревдинский караван в 1880 г. насчитывал 25 барок по 10 т каждая, общее число экипажей составило 1 268 человек, из которых 1 010 человек были наняты до Перми. Весь экипаж был из пришлых, пермских и вятских жителей.
Караван 1881 г.
Самый ранний сплав: спуск воды состоялся 11 апреля, начало сплава 14 апреля 1881 г. Первые два лотовых судна с билимбаевского каравана замелели у деревни Треки, и недельный простой обошёлся заводу в 800 руб.
Караван 1885 г.
В составе каравана были укомплектованы пушки для снабжения армии в ходе Крымской войны. Орудия прибыли на полуостров уже после подписания перемирия и оказались низкого качества.
Караван 1898 г.
Шайтановский караван 1898 г. насчитывал 166 600 пудов железа.
Караван 1918 г.
В 1918 г. состоялся последний сплав со Староуткинской пристани 10-ти барок с продукцией Уткинского завода.

### Флот
Строительство флота для караванов
Строительством барок руководили коломенские мастера, у которых были в подчинении струговые плотники и завербованные крестьяне. Главным руководителем был коломенный уставщик Уткинской казённой пристани.
Конструкция «топорных» барок сменилась на доски и брусья после строительства вододействующих пильных мельниц на притоках Чусовой.
Конструкция чусовских судов
Первый караван состоял из дощаников длиной 7 саженей, шириной 2 сажени, вмещавших до 300 пудов груза. По предложению С. Резанова на следующий год суда стали грузоподъёмнее, а по инструкции В. И. Геннина от 1733 г. суда-коломенки были длиной 15 саженей с аршином (32 м), шириной 8,5 аршин (7 м), имели палубный настил, на закруглённом носу и корме устанавливались по две длинных греби («поносные», потеси), их грузоподъёмность определялась в 6 200 пудов.
В связи с тем, что барки в основном ходили только до устья Чусовой (далее груз перегружался на вместительные баржи), из конструкции были убраны мачты, реи и такелаж для парусов. С 1881 г., начиная с билимбаевского каравана, освоено движение на лотах: медленнее вала воды с помощью железных с большими звеньями цепей с вложенными в них чугунными крестами (лотами) с общим весом в 60 пудов. Так на барках исчезли потеси, а на носу и на корме появились сложные рулевые конструкции.
Согласно данным «Лесного журнала» (№ 35–36, 1847) характеристики чусовских судов были следующие:
- коломенка — грузоподъёмность 136–160 т, длина 36–46,5 м, ширина в 6,4–7,4 м, высота 1,7 м;
- барка — грузоподъёмность 160–188 т, длина 17–19 м, ширина 5,4–6,4 метра, высота борта 1,9 м;
- полубарок — грузоподъёмность 94 т, длина 25,5-30 м, ширина 2 метра, высота 1,2–1,4 м;
- гибежная лодка — грузоподъёмность 112 т, длина 25,5 метра, ширина в 8,5–13,7 м, высота 2 м.

Максимальная осадка барки составляла 1 м.
На барках устанавливали разноцветные флюгеры («репейники») и фирменные флаги заводов: цвета Ревдинского завода — чёрный и белый, Шайтанского завода — жёлтый, Полевского — сине-зелёный, Сысертского завода — зелёно-жёлтый.
Порядок
На первой барке находились самые опытные сплавщики. Последней из барок («казёнка») отплывала администрация каравана с косной лодкой со специальной косной командой (необходимой для различных целей управления, например, чтобы нагнать барку, подняться к отставшей барке и т.д.).

## Железные караваны на реке Белая

### Пристани на реке Уфа
1. Нязепетровская пристань
Пристань располагалась на правом берегу, при устье реки Нязи. Здесь грузились продукцией Нязепетровского завода.
2. Сорокинская пристань
Пристань располагалась на правом берегу, при устье реки Шемахи. Здесь грузились продукцией Шемахинского, Кыштымского и Каслинского заводов.
3. Уфимская пристань
Пристань располагалась на правом берегу, выше реки Серги, при деревни Уфимской плотбище. Здесь грузились продукцией Михайловского завода.
4. Артинская пристань
Пристань располагалась на левом берегу, при устье реки Арти. Здесь грузились продукцией казённых Артинских заводов
5. Красноуфимская пристань
Пристань располагалась на правом берегу при городе Красноуфимске.
6. Саранинская пристань
Пристань располагалась на правом берегу, при устье реки Сараны. Здесь грузились суда продукцией Саранинских заводов.
7. Уфалейская пристань
Пристань располагалась на реке Уфалее, при Нижнеуфалейском Заводе. Здесь грузились суда с продукцией Уфалейских заводов
8. Михайловская пристань
Пристань располагалась на реке Серьге близ впадения её в реку Уфа. Здесь грузилась продукция Сергинских заводов.